# Ebligen

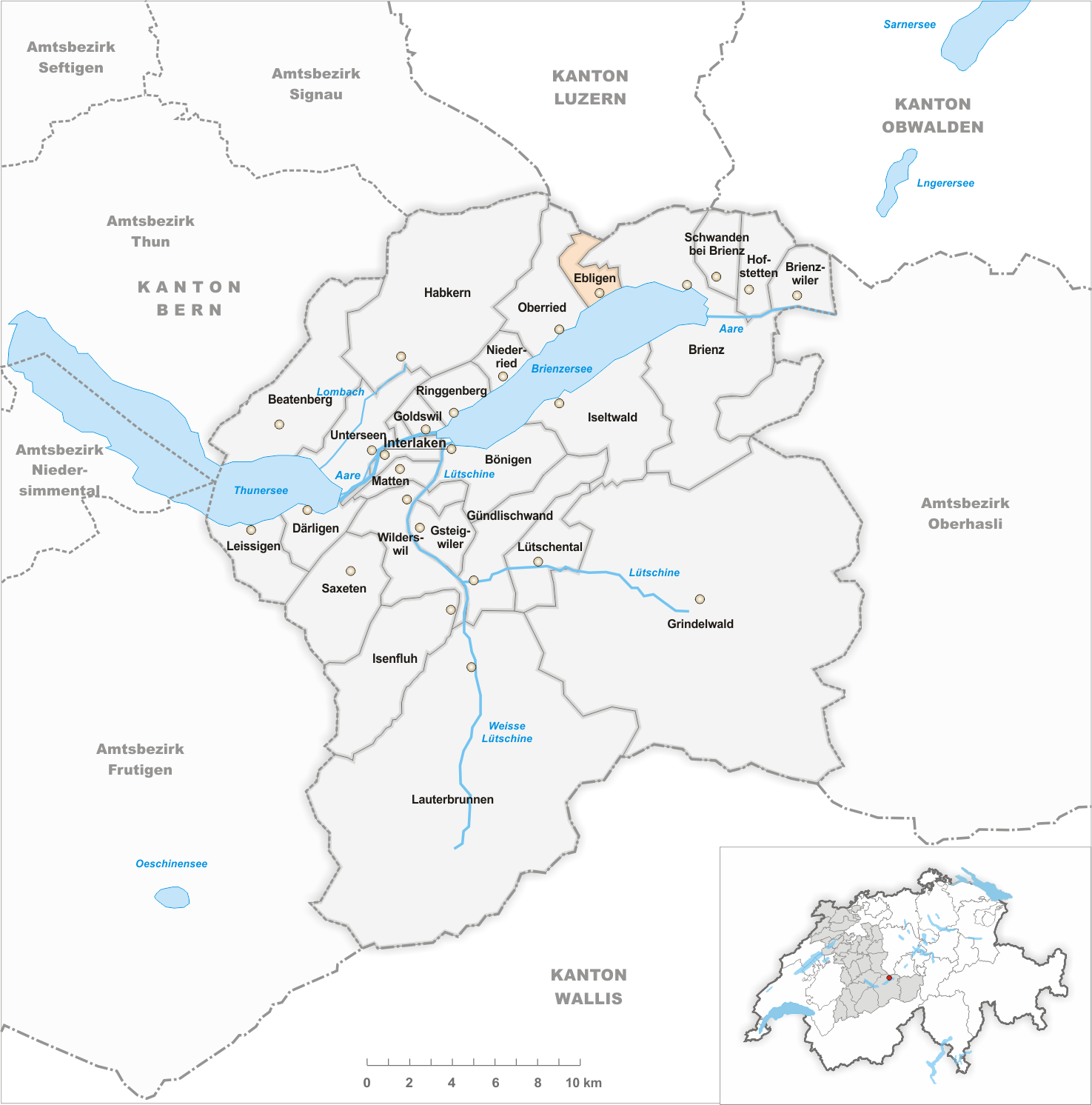
Gemeindestand vor der Fusion am 1. Januar 1914

Ebligen ist eine Ortschaft in der politischen Gemeinde Oberried am Brienzersee im Verwaltungskreis Interlaken-Oberhasli des Kantons Bern in der Schweiz. Bis 1913 war Ebligen eine eigene politische Gemeinde. 1914 wurde sie auf Beschluss des bernischen Grossen Rates mit der Gemeinde Oberried vereinigt.
Ebligen liegt am nördlichen Ufer des Brienzersees am steilen Abhang des Ällgäuhorns. Es unterhielt bis 1972 eine Schule.